# (99947) 4220 T-2
(99947) 4220 T-2 es un asteroide perteneciente al cinturón de asteroides, descubierto el 29 de septiembre de 1973 por Cornelis Johannes van Houten en conjunto a su esposa también astrónoma Ingrid van Houten-Groeneveld y el astrónomo Tom Gehrels desde el Observatorio del Monte Palomar, Estados Unidos.

## Designación y nombre
Designado provisionalmente como 4220 T-2.

## Características orbitales
4220 T-2 está situado a una distancia media del Sol de 2,803 ua, pudiendo alejarse hasta 3,270 ua y acercarse hasta 2,337 ua. Su excentricidad es 0,166 y la inclinación orbital 12,88 grados. Emplea 1714,73 días en completar una órbita alrededor del Sol.

## Características físicas
La magnitud absoluta de 4220 T-2 es 15,1. Tiene 3 km de diámetro y su albedo se estima en 0,248.